# Sevansko jezero
Sevansko jezero (armensko: Սեւանա լիճ, Sevana Lič) je največje vodno telo v Armeniji in na območju Kavkaza. Je eno največjih sladkovodnih visokogorskih (alpskih) jezer v Evraziji. Jezero leži v provinci Gegharkunik, na nadmorski višini 1900 m. Skupna površina njegovega bazena je približno 5000 km2, kar predstavlja 1/6 ozemlja Armenije.  Samo jezero ima površino 1242 km2, prostornino pa 32,8 km3. Napaja ga 28 rek in potokov. Reka Hrazdan odteče le 10 % dohodne vode, preostalih 90 % pa izhlapi.
Jezero zagotavlja 90 % rib in 80 % ulova rakov v Armeniji. Ima pomembno gospodarsko, kulturno in rekreacijsko vrednost. Na njegovem edinem otoku (zdaj polotoku) je srednjeveški samostan..
Sevansko jezero je bilo v sovjetskem obdobju močno izkoriščano za Araratsko planoto in za proizvodnjo hidroelektrarn. Posledično se je njegova voda znižala za 20 m, prostornina pa za več kot 40 %. Kasneje sta bila zgrajena dva predora, ki sta preusmerila vodo iz visokogorskih rek, kar je ustavilo upadanje in njegova raven je začela naraščati. Preden je človeško posredovanje dramatično spremenilo ekosistem jezera, je bilo jezero globoko 95 m, pokrivalo je območje 1416 km² (5 % celotne površine Armenije) in je imelo prostornino 58,5 km3. Jezero je na nadmorski višini 1916 m.

## Etimologija
Znanstveno soglasje je, da beseda Sevan izvira iz urartske besede su(i)n(i)a, ki jo običajno prevajamo kot 'jezero' . Izraz najdemo na klinopisnem napisu urartskega kralja Rusa I. iz 8. stoletja pred našim štetjem, ki ga najdemo v Odžaberdu na južni obali jezera . Po ljudski etimologiji je Sevan bodisi kombinacija sev ('črn') + Van (t.i. jezero Van) bodisi sev ('črn') in vank ('samostan'). Ruski in evropski viri 19. in začetka 20. stoletja so jezero včasih označevali kot Sevanga ali Sevang. Gre za rusificirano različico armenske sev vank ('črni samostan'). Po možnosti izhaja iz armenske fraze սա է վանքը sa ē vank'ə ('to je samostan').
Od antike do srednjega veka je bil  Sevan večinoma znan kot morje in v armenščini imenovan Gegamovo morje (klasično armensko: ծով Գեղամայ, tsov Geghamay) . V klasični antiki je bilo jezero znano kot Lihnititis (starogrško: Λυχνῖτις) . Zgodovinsko gruzijsko ime jezera je Gelakuni (gruzijski prepis armenskega Gegkarkuni - გელაქუნი) .
Ime Gokča (turško: Gökçe , azerbajdžansko Göyçə, 'modra voda')  se je pogosto pojavljalo v ruskih in evropskih virih od 17. stoletja dalje.

## Pomen

### Kultura
Poleg jezera Van in jezera Urmia, Sevan velja za eno od treh velikih morij zgodovinske Armenije. Je edino znotraj meja današnje Armenije, druga dva pa v Turčiji in Iranu. Sevansko jezero velja za dragulj' Armenije in je v državi »priznano kot nacionalni zaklad« . Zakon iz leta 2001 je jezero opredelil kot »strateški ekosistem, vreden svoje okoljske, gospodarske, družbene, znanstvene, kulturne, estetske, medicinske, podnebne, rekreacijske in duhovne vrednosti« . Naravoslovec in popotnik Friedrich Parrot, najbolj znan po tem, da se je leta 1829 prvič povzpel na Ararat, je napisal:
morje uživa veliko slavo zaradi svetosti z vsemi Armenci, daleč in blizu, zaradi številnih starih in zdaj delno zapuščenih verskih stavb na njegovih obalah in z vsemi ostalimi domorodci zaradi čudovitih zalog rib, od katerih je posebno cenjena lososova postrv, ki jo sušijo in prevažajo na velike razdalje za prodajo. 

### Gospodarstvo
Sevansko jezero je glavni vir namakalne vode in zagotavlja poceni elektriko, ribe, rekreacijo in turizem. Je zelo pomembno za armensko gospodarstvo.

## Izvor
Sevansko jezero izvira iz zgodnjega kvartara, ko je nastal Paleeo-Sevan, desetkrat večji od sedanjega jezera, s pomočjo tektonskih premikov. Trenutno jezero je nastalo pred približno 25 do 30 tisoč leti.

## Človeški vplivi

### Izkoriščanje in zmanjšanje

#### Ozadje
Sevansko jezero je bilo v 19. stoletju prepoznano kot glavni potencialni vodni vir. Njegova visoka lega glede na rodovitno Araratsko planoto in omejeni viri energije so pritegnili inženirje, da so raziskovali načine uporabe jezerske vode. Armenski inženir Sukias Manasserian je v svoji knjigi leta 1910 predlagal uporabo vode za namakanje in pridobivanje elektrike. Predlagal je odtok jezera za 50 m. Veliki Sevan bi se popolnoma izsušil, medtem ko bi imel Mali Sevan površino 240 km2.

#### Implementacija
Manasserijev predlog so sovjetske oblasti sprejele v 1930-ih, ko je pod Stalinom država doživljala hitro industrializacijo. Dela na projektu so se začela leta 1933. Strugo reke Hrazdan so poglobili v globok izkop. Približno 40 metrov pod gladino jezera je bil zvrtan predor. Predor je bil dokončan leta 1949, nato pa se je raven jezera začela močno zniževati, s hitrostjo nad 1 meter na leto. Voda je bila uporabljena za namakanje in serijo šestih hidroelektrarn Sevan – Hrazdan. 
| Indeks              | 1936    | 2000    | Zmanjšanje |
| ------------------- | ------- | ------- | ---------- |
| Nadmorska višina, m | 191,.97 | 1896,65 | −19,32     |
| površina, km2       | 1416,2  | 1238,8  | 12,5 %     |
| Srednja globina, m  | 41,3    | 26,8    | 35 %       |
| Največja globina, m | 98,7    | 79,7    | 19 %       |
| Količina vode, km3  | 58,48   | 33,20   | 43,2 %     |

#### Učinki
V drugi polovici 20. stoletja je bilo ekološko stanje jezera podvrženo otipljivim spremembam in obsežni degradaciji zaradi znižane gladine vode, povečane evtrofikacije in škodljivega vpliva človeške dejavnosti na biološko raznolikost jezera. Po navedbah Babayana se je gladina jezera do leta 2002 znižala za 19,88 m, prostornina pa se je zmanjšala za 43,8 % (z 58,5 na 32,9 km3). Zaradi tega se je poslabšala kakovost vode, uničeni so bili naravni habitati, kar je pomenilo izgubo biotske raznovrstnosti . Vardanian je zapisal, da je padec nivoja jezera in gospodarski razvoj porečja povzročil spremembo hidrokemičnega režima jezera. Kvaliteta vode se je poslabšala, vodna motnost se je povečala. Poslabšal se je notranji obtok vodnih sestavin in kroženje spremenjenih bioloških snovi .

#### Obrat in okrevanje
Po navedbah Babayana »je do 1950-ih postalo očitno, da so ekološke in gospodarske posledice obsežnega izkoriščanja vode Sevanskega jezera preveč nezaželene, da bi se nadaljevalo na enak način.« 

#### Predor Arpa–Sevan
Leta 1964 se je začel projekt preusmeritve reke Arpo (iz rezervoarja blizu Kečuta) skozi 49 km dolg predor do jezera blizu Arcvanista. Predor, imenovan Arpa – Sevan, je bil dokončan leta 1981. V jezero prinese do 200 milijonov kubičnih metrov vode.
Ocenjujejo, da se bo zaradi podnebnih sprememb do leta 2030 odtok reke Arpe zmanjšal za 22 %.

#### Predor Vorotan–Arpa
Ker se vodostaj v jezeru ni tako hitro dvignil, je 20. aprila 1981 Svet ministrov Sovjetske zveze odločil za gradnjo predora Vorotan – Arpa. Ta 21,6 km dolg predor se je začel s Spandarijanskim rezervoarjem na reki Vorotan, južneje od Kečuta . Zaradi konflikta v Gorskem Karabahu in potresa 1988 na severozahodu Armenije je bila gradnja ustavljena. Predor je bil odprt 26. aprila 2004 . Predor Vorotan – Arpa v jezero prinese dodatnih 165 milijonov kubičnih metrov letno.

#### Povišanje vodostaja
Po gradnji obeh predorov se je vodostaj od sredine 2000-ih močno dvignil. Leta 2007 so poročali, da se je vodostaj v preteklih šestih letih dvignil za 2,44 metra. Oktobra 2010 je dosegel nmv 1900,04 m. Vladni odbor za Sevan napoveduje, da bo leta 2029 stopnja dosegla 1903,5 m .

## Prebivalstvo
Po popisu iz leta 2011 je v provinci Gegharkunik, ki približno ustreza porečju jezera, dejansko živelo 211.828 prebivalcev. Največja naselja v provinci so: Gavar (20.765), Sevan (19.229), Martuni (12.894), Vardenis (12.685), Vardenik (9.880), Yeranos (6.119), Chambarak (5.660), Lchashen (5.054), Tsovagyugh ( 4.189).

## Turizem

### Plaže
Sevansko jezero ima edine plaže v Armeniji. So priljubljene med Armenci. Nudijo edinstveno doživetje v deželi, ki je celinska. Plaže ob hotelih so običajno privatizirane in so vzdolž celotne obale jezera. Najbolj priljubljen med njimi je 2,5-kilometrski odsek na severni obali, ki sega severozahodno od polotoka. Resort sestavljajo hotel Harsnaqar, Best Western Bohemian Resort in številne manjše objekte. Dejavnosti so plavanje, sončenje, smučanje, surfanje in jadranje. Tu so tudi številni kampi in prostori za piknike za dnevno uporabo. Manj razvit odsek se razteza ob vzhodni obali od Covagjugha do Šorzha, s številnimi majhnimi objekti. Hotel Avan Marak Tsapatagh, Tufenkian Heritage Hotel sta luksuzni letovišči na nerazvitem jugovzhodnem obrežju jezera v bližini Csapatagha.
Armenska vlada se je zavezala, da bo »zmanjšala naraščajočo komercializacijo počitnikovanj na jezeru, zaradi česar bo večini državljanov, ki se spopadajo z iskanjem drugih možnosti za dopustovanje v vročih armenskih poletjih, nedosegljiva« . Leta 2011 je vlada ustanovila javne plaže v rekreacijskem Sevanskem narodnem parku. Prvi dve javni plaži sta bili odprti julija. Poleti 2011 je javne plaže obiskalo približno 100.000 ljudi. Na plažah je brezplačno parkirišče, otroška in športna igrišča, stranišča, postaje za medicinsko pomoč in reševalne službe. Opremljene so tudi z ležalniki. Do leta 2014 je število javnih plaž doseglo 11. Leta 2014 se je tja odpravilo približno 200.000 ljudi.
- Tufenkian Avan Marak Capatagh Hotel (Capatagh)
- Best Western Bohemian Resort
- Plaža mesta Sevan
- Harsnaqar Hotel Complex

### Zanimivosti
Najbolj znan kulturni spomenik je samostan Sevanavank na polotoku, ki je bil do sredine 20. stoletja otok. Drug viden samostan na zahodni obali je Hajravank, južneje pa v vasi Noratus pa je  polje hačkarjev, pokopališče z okoli 900 hačkarjev različnih slogov. Dodatne najdemo v Nerkinu Getašenu na južni obali.

## Živalstvo

### Ribe
Sevanska postrv (Salmo ischchan) je endemična vrsta jezera, vendar je ogrožena, saj so bili v jezero vneseni nekateri tekmovalci, vključno z veliko ozimico (Coregonus lavaretus) iz Ladoškega jezera, navadno zlato ribico (Carrasius auratus) in rakom (Astacus leptodactylus). Če bo sevanska postrv verjetno izumrla v svojem 'domačem' jezeru se zdi, da bo preživela v jezeru Isik Kul (Kirgizistan), kjer so jo uvedli v 1970-ih letih.
Zaradi antropogenega vpliva so se pojavile spremembe v vseh bioloških sestavnih delih jezera, vključno z bakterijami, bentosi in seveda ribami. Tako se je bentosna masa leta 1940 desetkrat povečala zaradi maloščetincev. Danes na dnu jezera prevladujejo in se množijo ostanki, bogati s kisikom.
Vrste bojak in zimskih bakhtak, sevanski endemski postrvi so že izginile. Poletni bakhtak se pojavlja redko; gegharkuni se še vedno lahko razmnožujejo po naravni poti. V 1980-ih se je količina sevanskega koghaka bistveno zmanjšala. Ugotovljeni so bili številni razlogi za to:
- Nivo vode se je znižal, dotok rek se je spremenil, postrvi pa so izgubile svoja naravna drstišča. Spremembe območij ob obali (mah, izginotje rastlin makrofitov) so negativno vplivale tudi na postrvi. Postrvi se drstijo le na določenih območjih, podzemna voda bogata s kisikom v globini 25–30 m.
- Deoksidacija dna je izjemno škodljiva za losose, ki ga uporabljajo za več kot 4 mg / l O2.
- V zadnjih 10 letih se je hitro povečal krivolov, kar je znatno zmanjšalo število rib v jezeru.

### Ptice
Ptičja favna jezera in njegove okolice obsega več kot 200 vrst, od tega se 95 vrst gnezdilk . Jezero je pomembno gnezdišče armenskega galeba (Larus armenicus) s približno 4000–5000 pari. Med selitvijo jezero obiskujejo številne vrste ptic, vključno ujede, kot sta močvirski lunj (Circus pygargus) in stepski orel (Aquila nipalensis), vodne ptice, kot so tatarska žvižgavka (Netta rufina) in raca kostanjevka (Aythya nyroca), medtem ko v zimskem obdobju jezero gosti drugo vrsto, kot sta tundrin labod (Cygnus columbianus) in velik ribji galeb (Larus ichthyaetus). Včasih jezero obišče zelo redka armenska selivka mala gos (Anser erythropus).

### Drugo
Mufloni trpijo zaradi velikega zmanjšanja števila populacije in izgube habitata. Postrv, ki je predstavljala 30 % rib v jezeru, je praktično izginila. Drugi ogroženi obiskovalec jezera je anatolski leopard (Panthera pardus tullianus).